# Secteur pavé d'Auchy-lez-Orchies à Bersée
Le secteur pavé d'Auchy-lez-Orchies à Bersée est un secteur pavé de la course cycliste Paris-Roubaix situé sur les communes d'Auchy-lez-Orchies, de Cappelle-en-Pévèle et de Bersée avec une difficulté actuellement classée quatre étoiles.
Il est composé de deux secteurs séparés par 100m de bitume :
- le premier, long de 1200m, étant lui-même composé de deux parties : le pavé de Metz, long de 800m (Auchy-lez-Orchies), et le pavé du Bar, long de 400m (Capelle-en-Pévèle);
- le second secteur, long de 1400m : le Pavé du Nouveau Monde (rue du Nouveau monde, Bersée).

Il est emprunté sur 1 400 m (seul le pavé du Nouveau monde) lors de la 5e étape du Tour de France 2014 dans le sens Bersée vers Cappelle-en-Pévèle. Il est le quatrième des neuf secteurs traversés de l'étape.

## Caractéristiques
- Longueur : 2 700 m
- Difficulté : 4 étoiles
- Secteur n° 12 (avant l'arrivée)

## Galerie photos

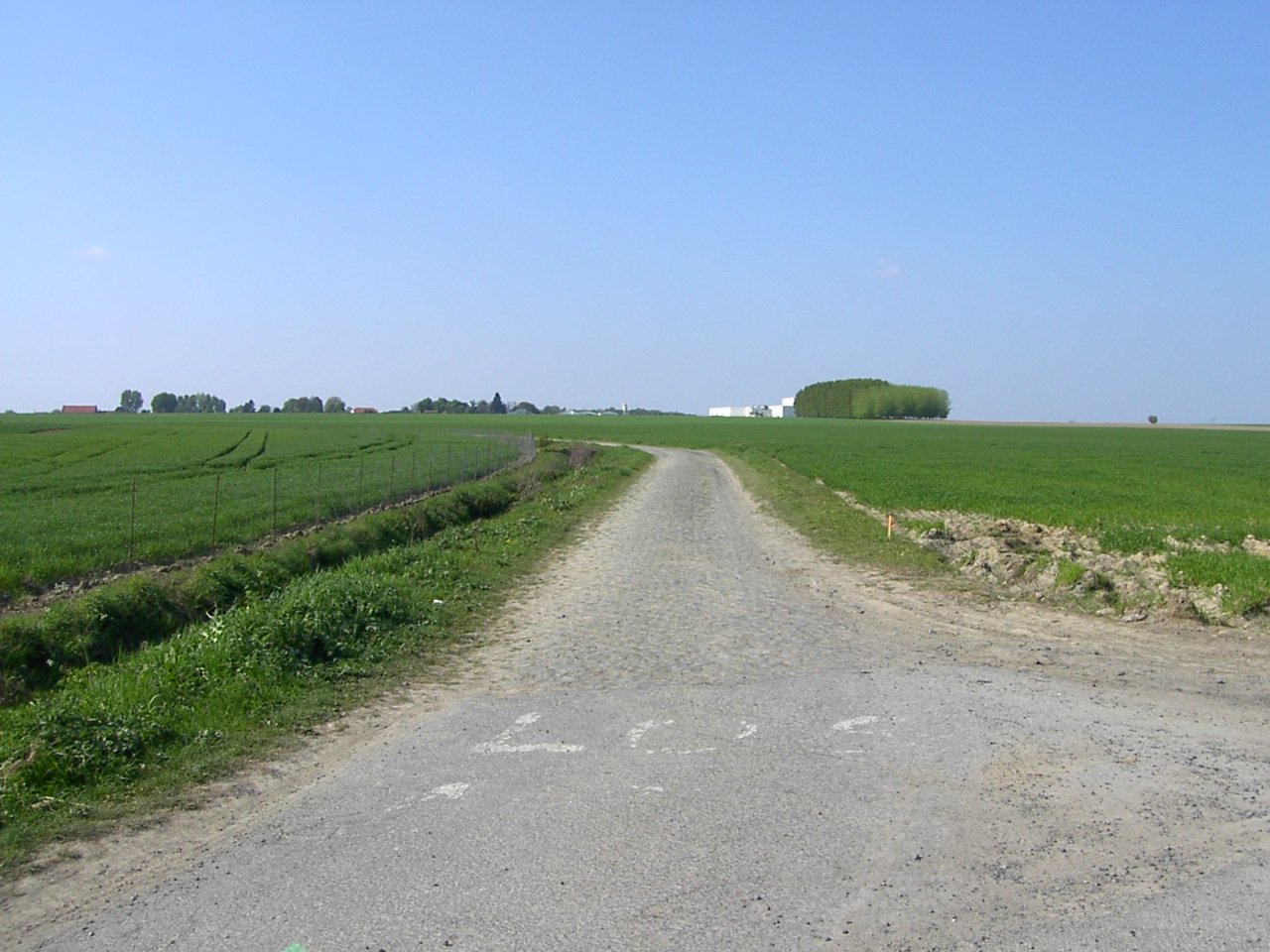
Entrée du secteur
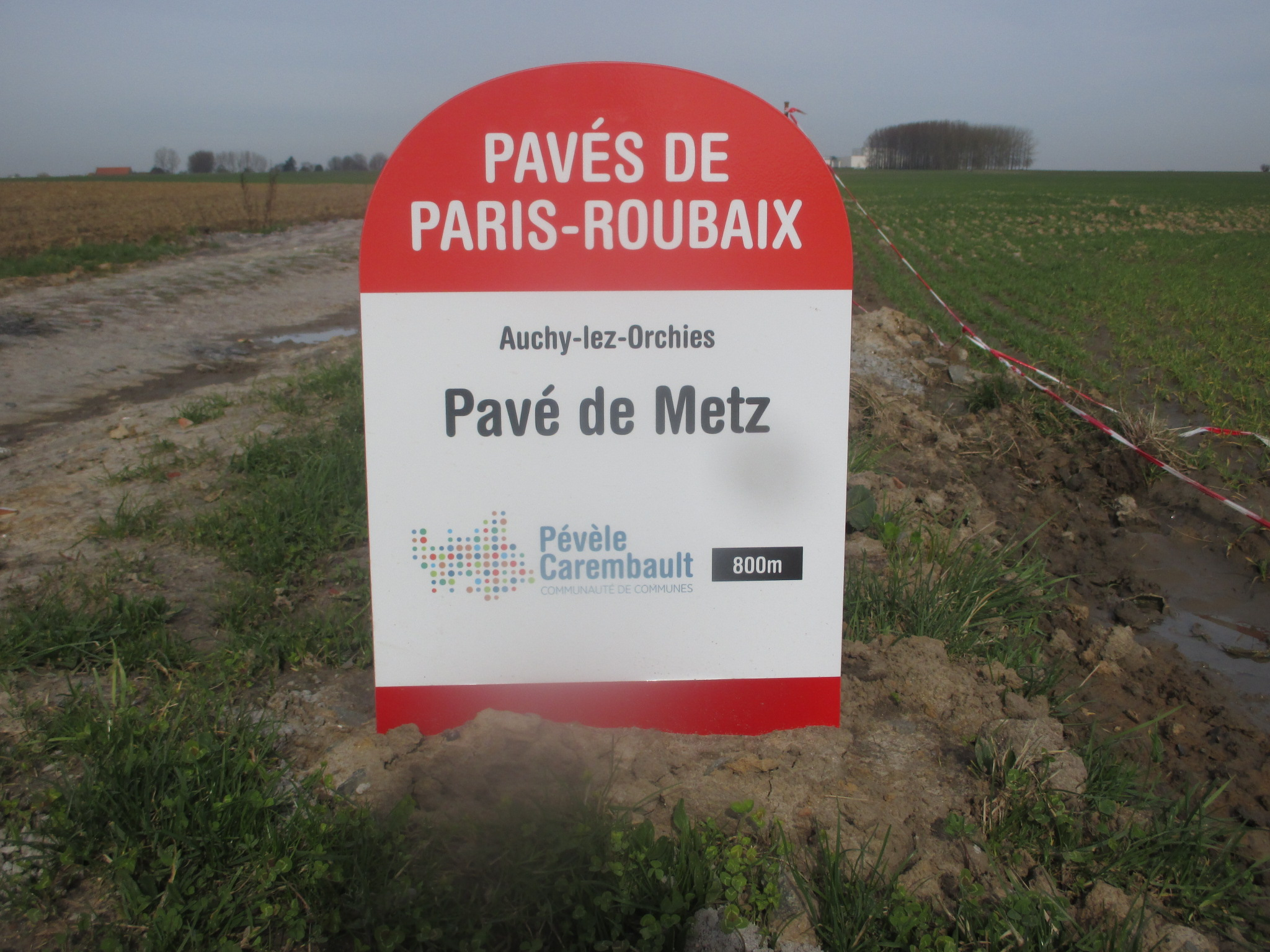
Pavé du Metz
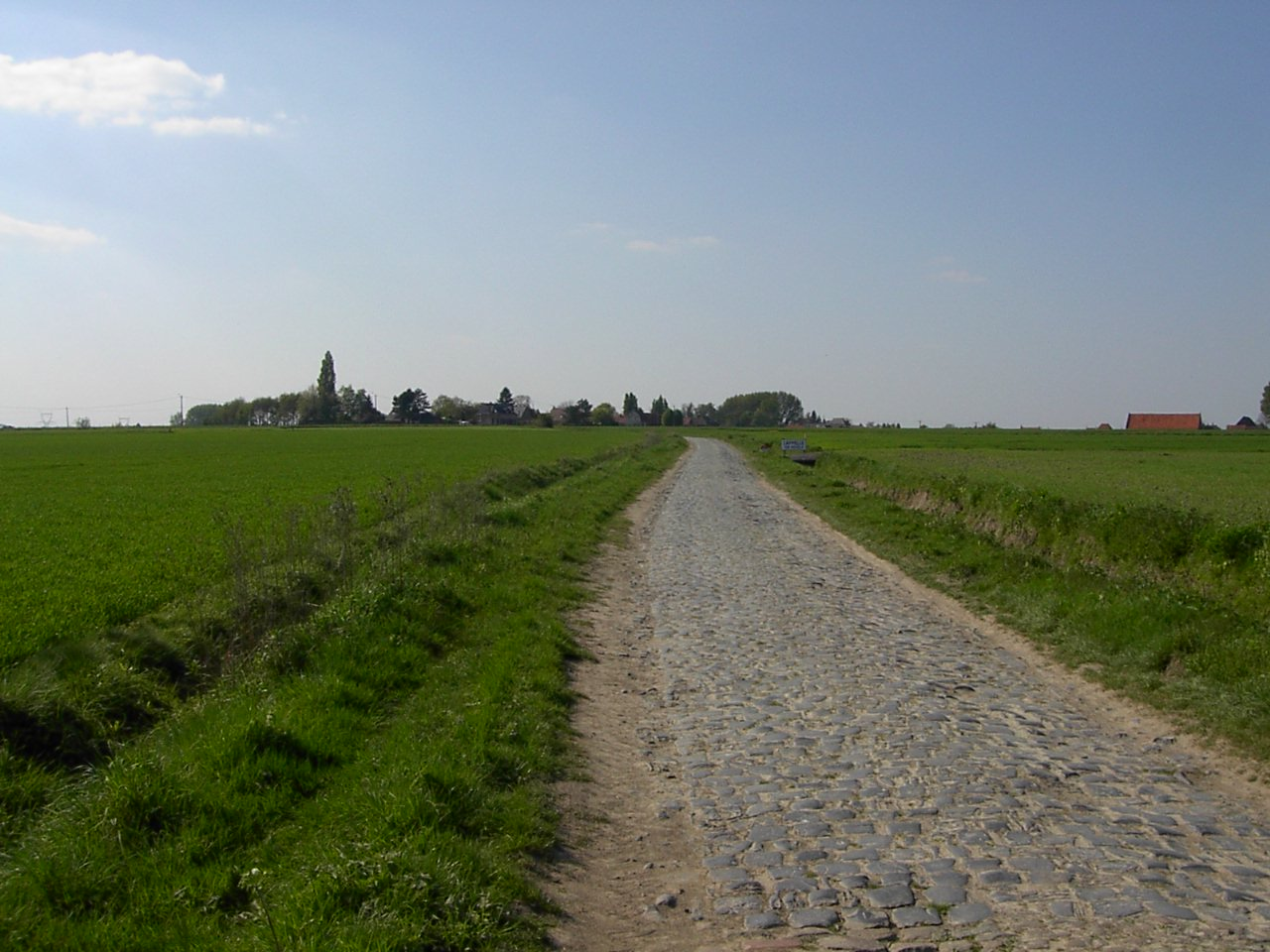
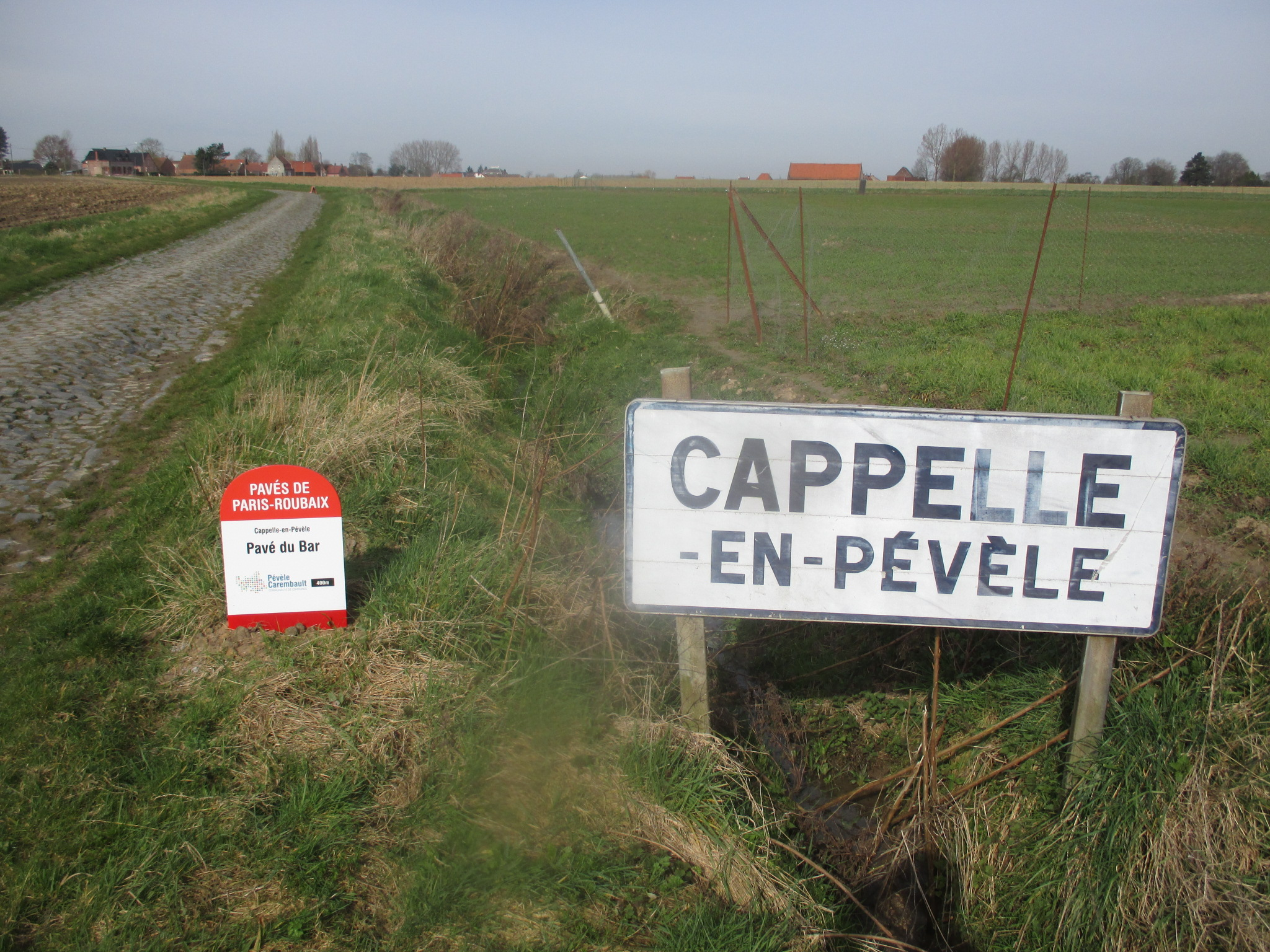
Pavé du Bar
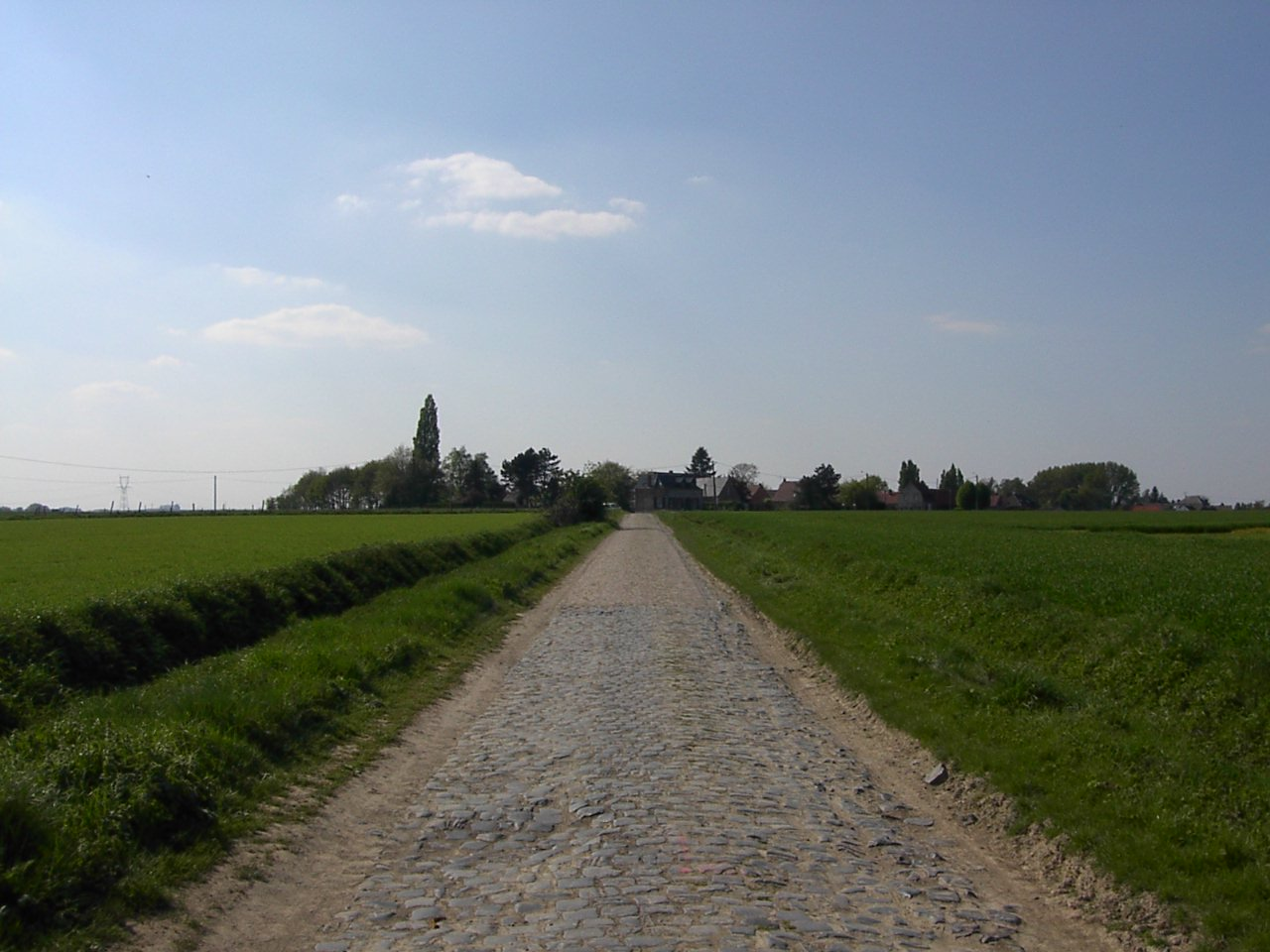
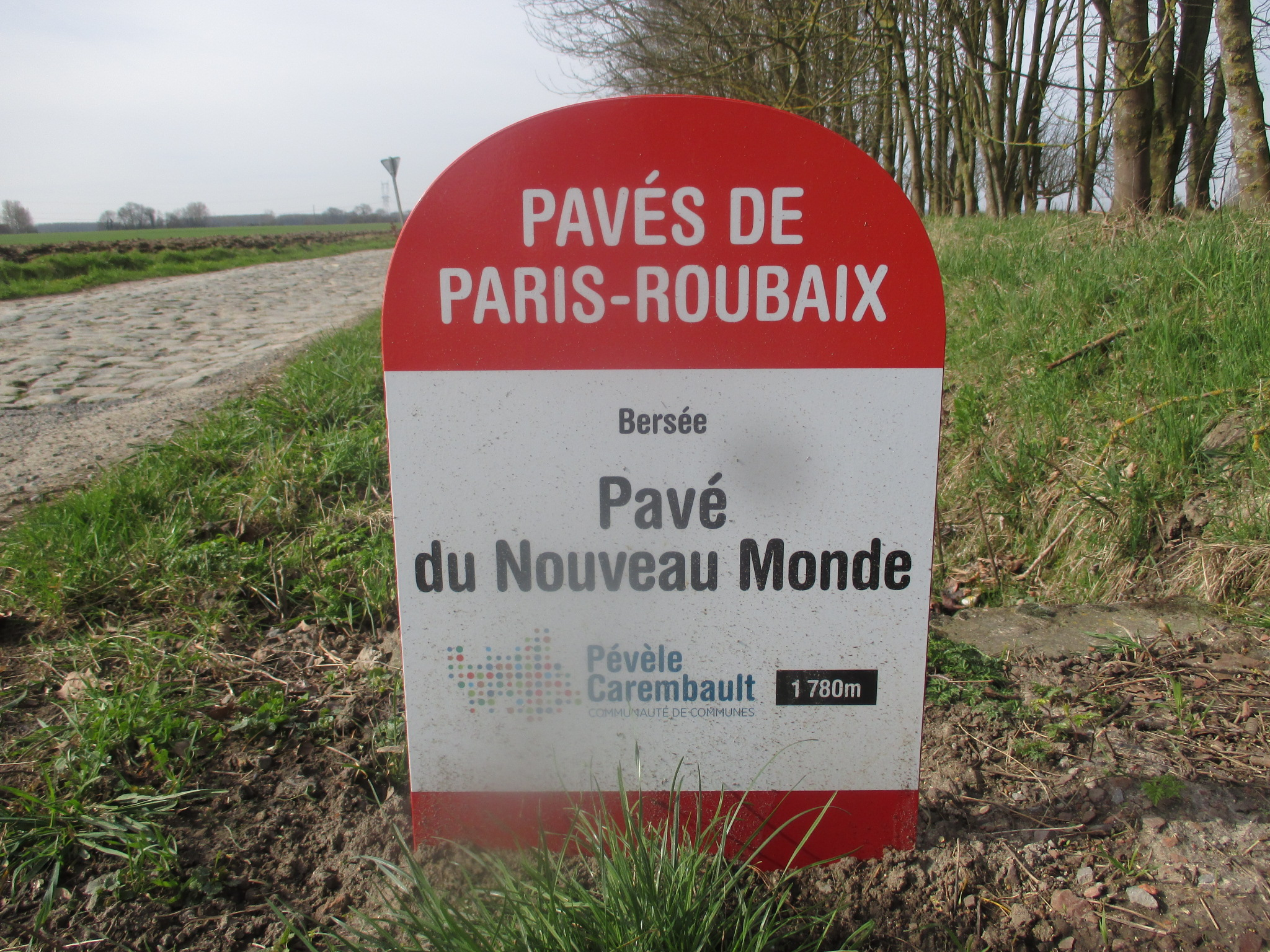
Pavé du Nouveau Monde
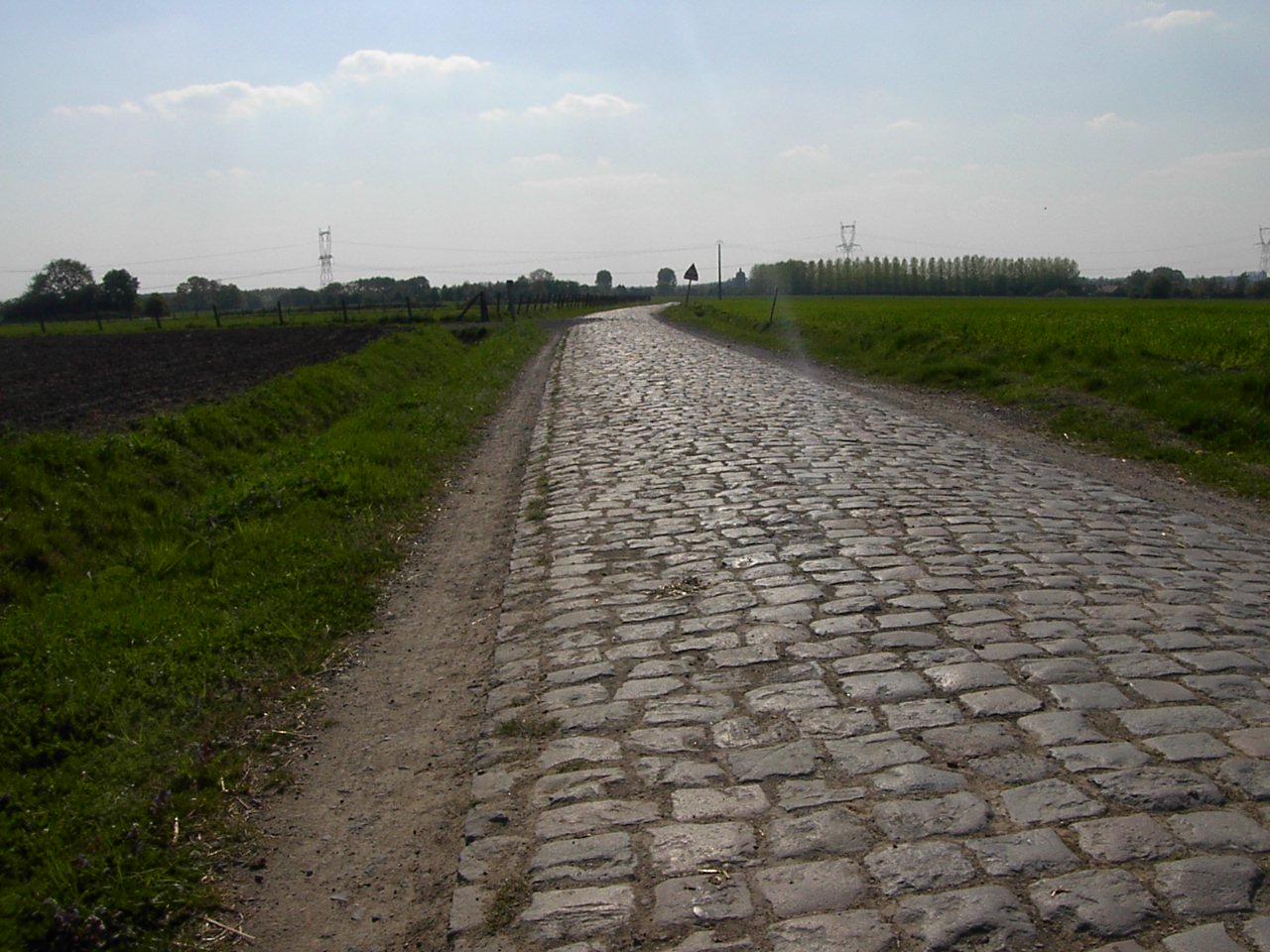
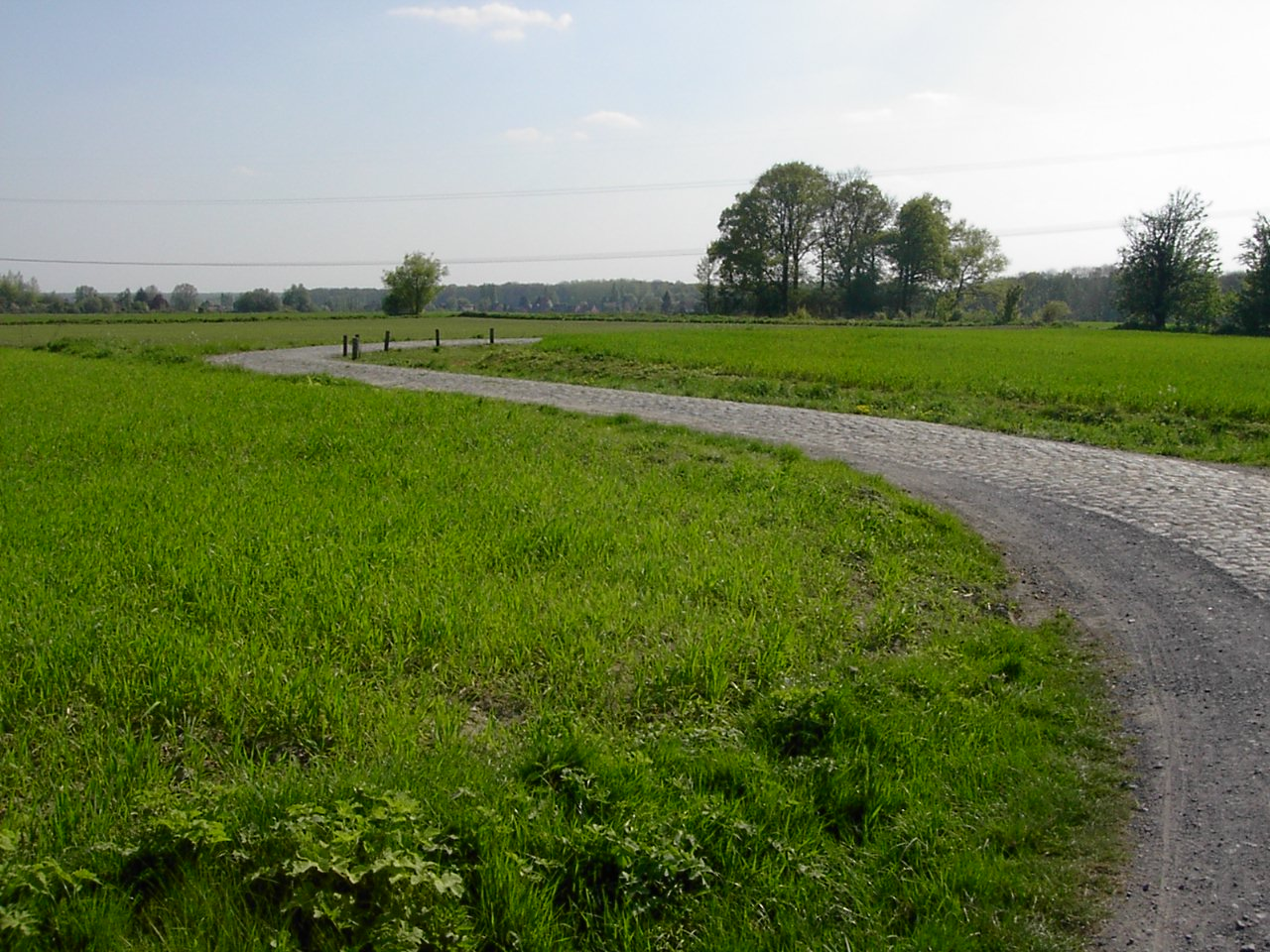
Fin du secteur